# Smederij

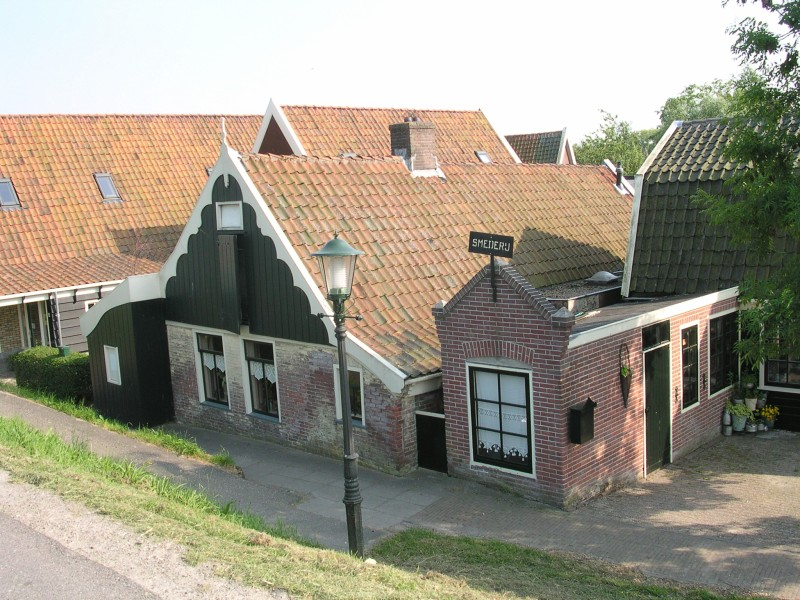
Een oude smederij in Kolhorn

Een smederij of smidse is de werkplaats van een smid.
Van oudsher heeft een smederij een smidsvuur, waar het te bewerken object (meestal van ijzer) gloeiend heet gestookt kan worden, een aambeeld (voor het bewerken van het heet gestookte voorwerp) en een werkbank (voor verdere bewerking van het smeedstuk). Ook vindt men allerhande tangen van verschillende vorm om het gloeiende ijzer vast te houden alsook een aantal hamers van verschillende vorm en gewicht.
In het smidsvuur wordt met behulp van brandstof, steenkool of houtskool alsmede extra zuurstof (verkregen door middel van een blaasbalg of ventilator) het te besmeden voorwerp tot over 1000 °C verhit.
De 'werkplek' van een zanglijster wordt ook een smidse genoemd: een steen met daaromheen stukgeslagen slakkenhuisjes duidt op de aanwezigheid van een zanglijster in de omgeving.

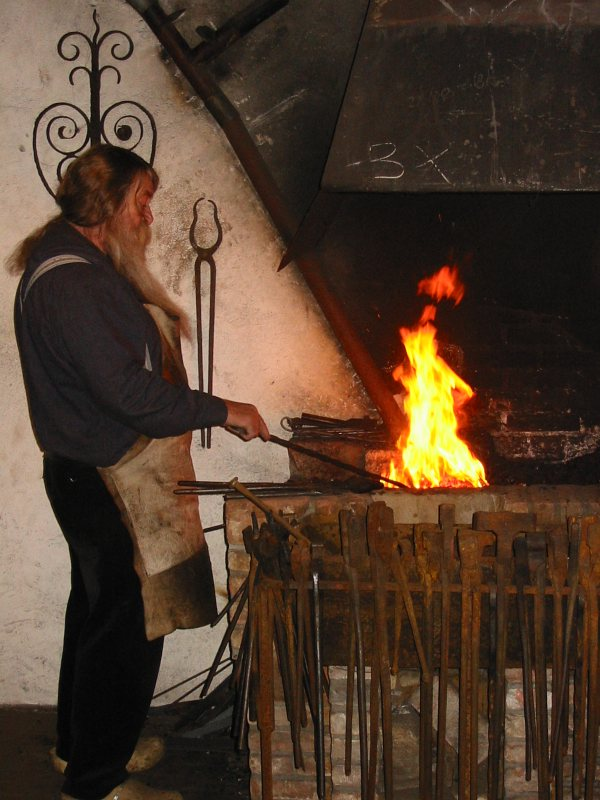
De smid aan het werk (Nederlands Openluchtmuseum)
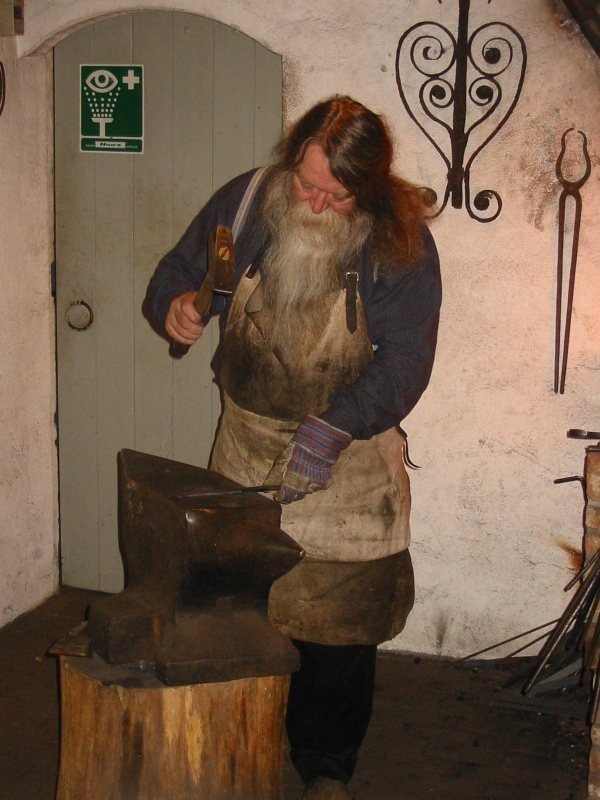
De smid aan het werk (Nederlands Openluchtmuseum)
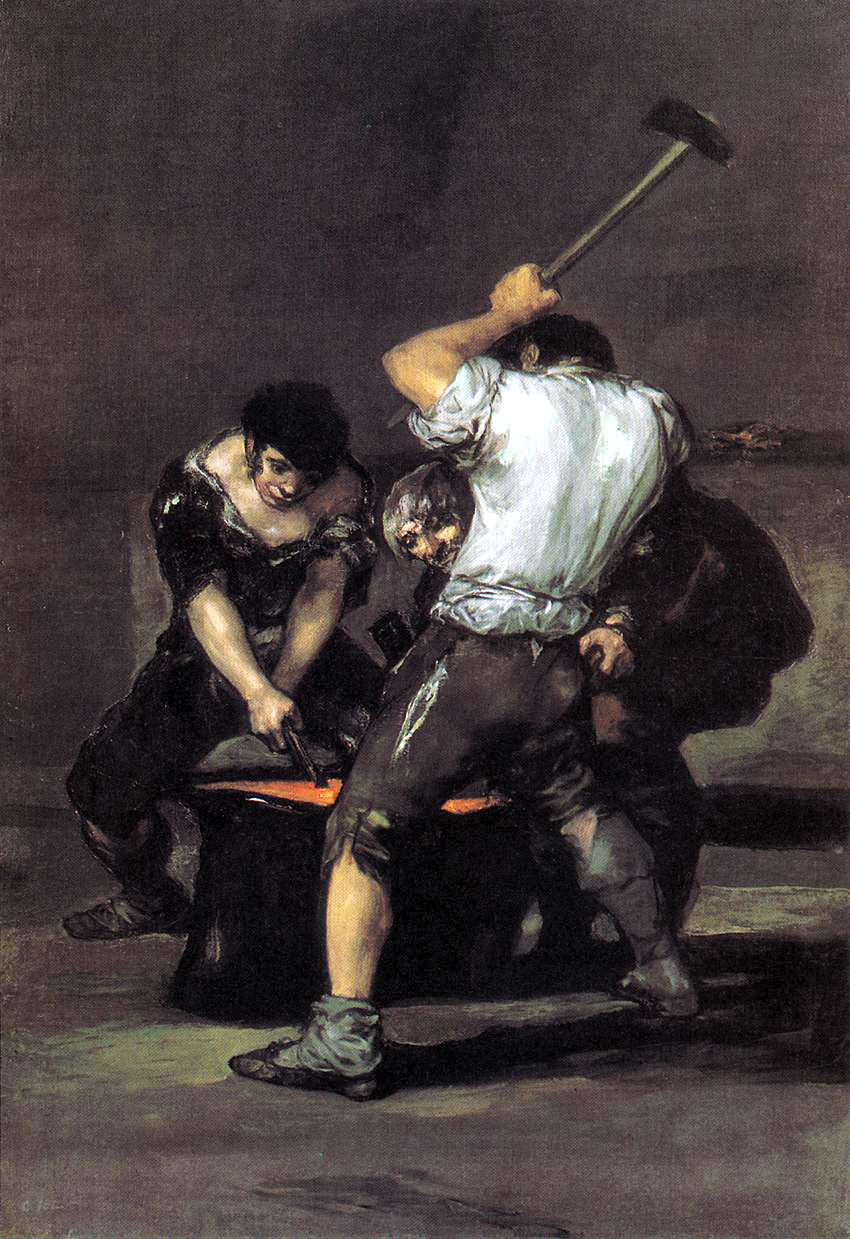
La fragua (de smederij), Goya, 1812-1816